# Rui Rocha
Rui Nuno de Oliveira Garcia da Rocha (ur. 13 marca 1970) – portugalski polityk i prawnik, deputowany do Zgromadzenia Republiki, przewodniczący Inicjatywy Liberalnej (2023–2025).

## Życiorys
Urodził się w Angoli. Ukończył studia prawnicze na Universidade Católica Portuguesa w Porto. Podjął praktykę prawniczą, udzielał się jako adwokat i radca prawny. Pracował też jako dyrektor do spraw personalnych w różnych przedsiębiorstwach. Gościnnie wykładał na Universidade Moderna. Zaangażował się w działalność polityczną w ramach Inicjatywy Liberalnej. W wyborach w 2022 uzyskał z jej ramienia mandat deputowanego do Zgromadzenia Republiki; z powodzeniem ubiegał się o poselską reelekcję w 2024 i 2025.
W styczniu 2023 zastąpił João Cotrima de Figueiredo na funkcji przewodniczącego swojego ugrupowania. Ustąpił z niej pod koniec maja 2025.